# Хлоце
Хлоце (сесото: Hlotse) — адміністративний центр району Лерібе в Лесото. Населення — близько 24 710 осіб (2006). Розташоване на річці Хлоце поблизу кордону з Південно-Африканською Республікою.